# Кејти Пери: Део мене
Кејти Пери: Део мене или само Део мене (енгл. Katy Perry: Part of Me) аутобиографски је 3D филм издат 5. јула 2012. године за Парамаунт пикчерс. Филм је остварио велики успех и зараду од 32 милиона долара.
Филм описује живот и каријеру певачице Кејти Пери као и њене личне успоне и падове. Такође, кроз филм је описан развод Кејти Пери и Расела Бренда као и њена највећа турнеја у каријери под називом California Dreams Tour.